# Призыв запретить ислам

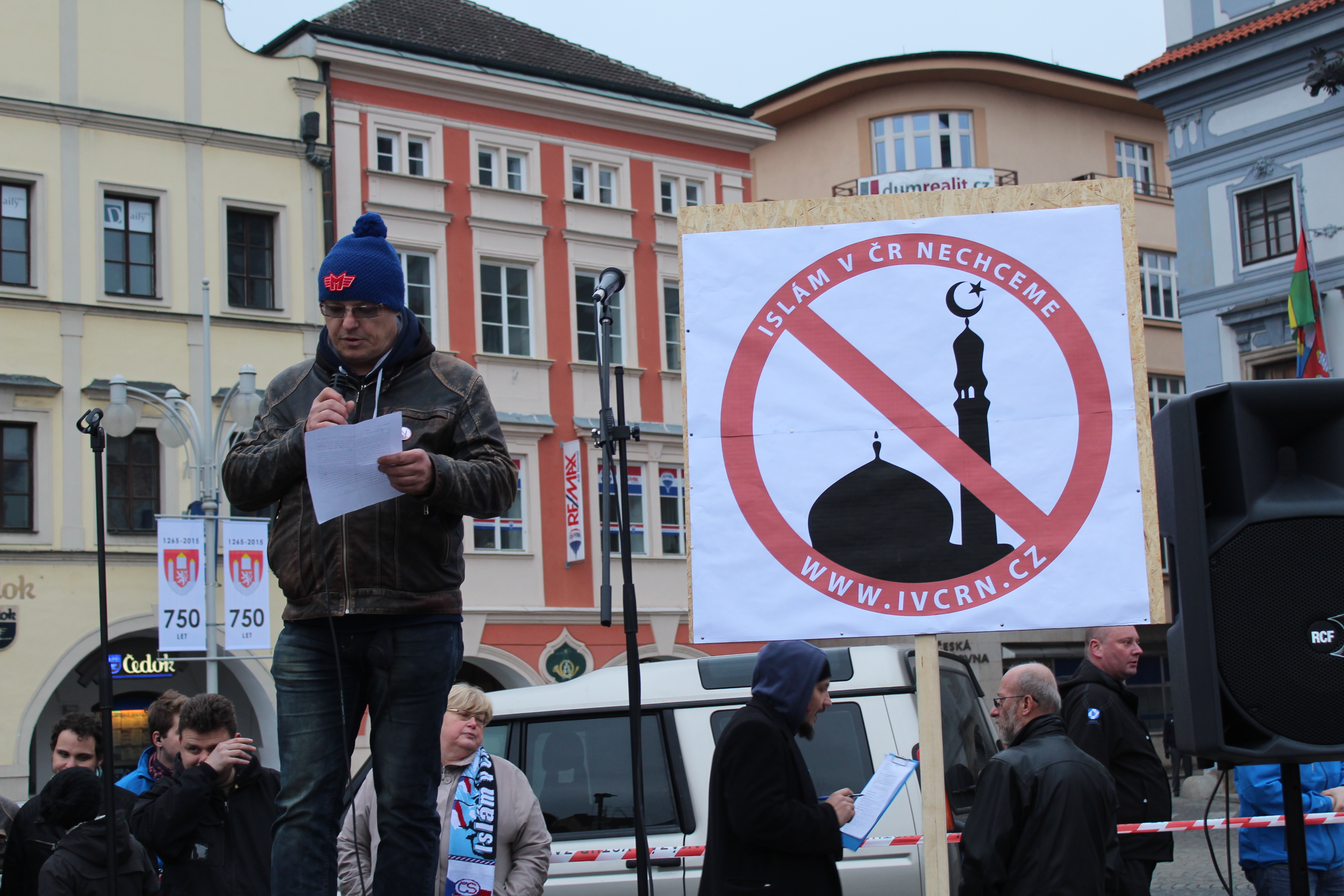
Спикер на демонстрации инициативы «Мы не хотим ислама в Чешской Республике» 14 марта 2015 г. в Ческе-Будеёвице, Чехия.

Призыв запретить ислам — как правило публичный призыв общественным деятелем, политиком или иным публичным лицом частичного или полного запрета ислама и Корана, выдвигаемый во многих странах мира. Зачастую призыв реализуется в виде принятия законов и актов, частично запрещающих отдельные положения в исламе.

## Призывы запретить ислам
Джеймс Годдард, один из самых известных протестующих «жёлтых жилетов» (Великобритании), которые запугивали депутатов и журналистов у здания парламента, ранее заявлял, что хочет «изгнать ислам с Запада». Годдард также назвал ислам «угрозой для каждого мужчины, женщины и ребёнка в этой стране».
Мириам Шейдд — польская предпринимательница, правозащитница и критик ислама. Она появилась на обложке еженедельного журнала Wprost в 2016 году (№ 10/2016 [1727]) по случаю своего интервью, в котором она призывает запретить ислам в Польше, «поскольку это противоречит Конституции Польши, ограничивая личную свободу, и особенно свободу женщин в исламе».
Мэри Лу Брунер — американский педагог на пенсии и бывший политический кандидат. Она говорила: «Ислам — это не религия. Ислам — это бесчеловечная тоталитарная политическая идеология с радикальными религиозными правилами и законами и варварскими наказаниями за нарушение религиозных правил. Если ислам — религия, то это культовая религия». Брунер также призвала США «запретить ислам и остановить всю иммиграцию из мусульманских стран, потому что заявленная цель ислама — завоевать США и убить неверных (неверующих)».
Генеральный секретарь Совета церквей Самоа заявил, что мусульмане представляют угрозу для острова. Лидер христианской церкви Самоа призвал страну ввести полный запрет на ислам.
В Эстонии следует запретить в общественных местах священную для мусульман книгу — Коран. Такое заявление сделала председатель местной Партии народного единства (ПНЕ) Кристина Оюланд.
Руководители правопопулистской партии «Альтернатива для Германии» (AfD), участвующей в предвыборной гонке в этой стране, предложили ряд мер, направленных против «исламизации Германии»…Александер Гауланд заявил, что «ислам также является политической доктриной», которая «несовместима со свободным демократическим устройством». «В этом смысле ислам не является частью Германии».
Бьёрн Хокке — член партии «Альтернатива для Германии». Политик сказал, что хочет запретить ислам, и также применяет это требование к Турции, к стране с преобладающим мусульманским населением. В речи в Айслебене в Саксонии-Анхальт в 2018 году он сказал: «Мы получим власть — и тогда мы будем применять её, затем мы будем применять то, что необходимо, чтобы мы могли продолжать жить своей свободной жизнью в будущем. Тогда мы издадим директиву о том, что три больших М — Магомет, муэдзин и минарет — будут заканчиваться на Босфоре».
Билл Уорнер — американский писатель, критик политического ислама, автор ряда книг, в том числе «Шариата для немусульман» и «Убеждение, основанное на фактах. Как переубедить тех, кто поддерживает ислам», и основатель Международного центра изучения политического ислама (CSPII). Центр изучает ту часть идеологической доктрины ислама, которая относится к кафирам (немусульманам) и, следовательно, является политической. Используя статистические методы и визуализации, Центр показывает, как влияние политического ислама стремительно распространяется в неисламских странах и создает экономические, юридические и социокультурные основы для превращения их в исламские. Центр рассказывает об угрозе, которую политический ислам представляет для существования наших цивилизаций.
Почти две трети граждан Швейцарии считают, что ислам не должен быть признан в качестве официальной религии. Приблизительно столько же швейцарцев уверено, что исламу не место в их стране. На вопрос, не следует ли исламу предоставить тот же официальный статус, какой имеется у христианства и иудаизма, 61 % респондентов ответили «нет» или «скорее нет». Результаты опроса, проведённого издательской группой Tamedia, были опубликованы в газетах Le Matin Dimanche и SonntagsZeitung.
Во время мероприятия Михаэль Штюрценбергер приравнял религию ислам к исламизму и исламистскому терроризму: «Ислам не означает мира, а является религией угнетения, дискриминации в отношении женщин, гомофобии, ненависти к евреям, бесчеловечных прав, шариата и насилия, убийства и террор, и мы будем говорить это на Мариенплац (прим. центральная площадь Мюнхена) и по всей Германии до тех пор, пока последний человек действительно не поймёт этого».
Латвийский востоковед призвал запретить дальнейшее распространение ислама в Латвии. «Если умножится число молитвенных комнат и маленьких мечетей, всё будет только хуже. Все динамичные движения, направленные на создание исламского общества, должны быть запрещены. То есть, мусульманские общины — хорошо, пусть будут, но в статичном состоянии; никаких проектов расширения ислама и привлечения новых членов. Эти явления должны быть под прицелом, они очень опасны. Они кончаются джихадом с оружием в руках, а это уже целая доктрина», — заключил профессор.
Шри-Ланка запретит ношение паранджи и закроет более тысячи исламских школ, заявил в субботу министр правительства. Правительство планирует запретить более тысячи исламских школ—медресе, которые, по его словам, нарушают национальную политику в области образования. «Никто не может открыть школу и учить детей чему угодно», — сказал он.
Мохамед Сифауи— французский журналист и писатель. «Если бы они (мусульмане — прим.) могли, они бы запретили и наказали любую критику ислама. Эти люди защищают экстремистские позиции, несовместимые с современной демократией», — сказал публицист Мохамед Сифауи, проживающий в настоящее время во Франции. «Исламист не идентифицирует себя открыто. Его речи должны быть расшифрованы, а идеология, стоящая за ними, должна быть видна», — продолжил Сифауи.
Эрик Земмур приглашал ультраправых политиков, действующих министров, агитировал выслать из страны азиатов и запретить ислам… «беженцы и ислам разлагают Францию… Ислам — не религия, а политика. Мусульман интересует не вера, а социальный уклад. „Халялизация“ общества конкурирует тут с Гражданским кодексом», — заявил журналист.
«Мы создадим уголовную статью под названием „политический ислам“, чтобы иметь возможность принимать меры против тех, кто сам не является террористами, но создаёт для них питательную среду», — написал Курц в Твиттере после заседания кабинета министров. Австрия распорядится закрыть мечети, которые она сочтёт угрозой национальной безопасности.
Заявления о необходимом месте религиозного явления в публичной сфере были заменены соображениями, более укоренёнными во французской национальной идентичности, имевшие целью изгнания ислама из публичной сферы. Клод Геан, ставший министром внутренних дел, воплотил этот сдвиг. Клод Геан снова выступает против ислама во Франции. Ранее на этой неделе он сказал, что «увеличение» числа мусульман во Франции «и определённое поведение вызывают проблемы». На этот раз он берётся за тему уличных молитв, чтобы высказать свое мнение об этой, в конечном счёте, очень маргинальной проблеме. «Я начал консультации, которые наводят меня на мысль, что через несколько месяцев во Франции больше не будут молитв на улицах. Улицы созданы не для молитв, а для передвижения», — заявляет он.
Такие группы (Австралии) как United Patriots Front и Reclaim Australia («Восстановление Австралии»), также считают, что исламу нет места в стране, где, согласно переписи 2011 года, мусульмане составляют всего около 2,2% от общего населения. Австралийский сенатор Полин Хэнсон — давний противник ислама. В конце 2016 года её призыв запретить мусульманам въезд в Австралию был подхвачен и одобрен местным телевидением. Партия «Восстановление Австралии», возглавляемая бывшим кандидатом от «Единой нации» Майком Холтом, хочет выставить кандидатов в Сенат на федеральных выборах, выступающих на антиисламской и протекционистской платформе. «Мы считаем, что ислам несовместим с австралийским обществом, и в соответствии с нашей Конституцией любой сторонник ислама фактически является незаконным», — сказал он.

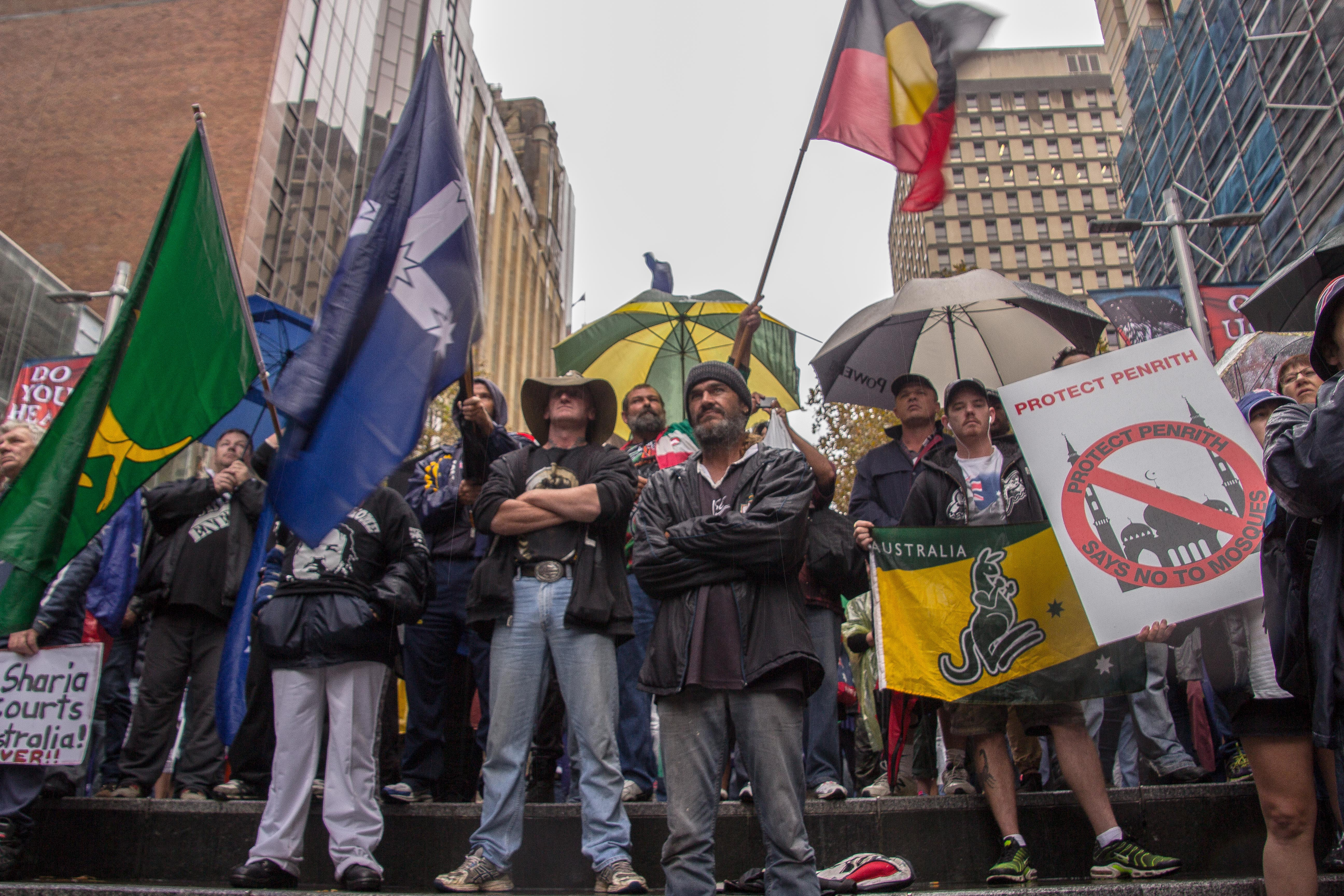
Митинг «Восстановление Австралии» на Мартин-плейс, Сидней, апрель 2015 г.

Как сообщает Le Figaro (мэр Ванеля Робер Шардон) выдвинул в Twitter идею «запрета мусульманского культа на всей территории Франции».
Китай массово задерживает мусульман. Цель: «Трансформация». Цель состоит в том, чтобы устранить любую преданность исламу…Китай на протяжении десятилетий стремился ограничить практику ислама и сохранить железную хватку в Синьцзяне, регионе, почти таком же большом, как Аляска, где более половины 24-миллионного населения принадлежит к группам мусульманских этнических меньшинств.
Ален Лучани — политик, член городского совета Падуи. «Мы не обязаны принимать идеал, порождающий терроризм, смерть и разрушение. Наоборот, как и нацфашизм, он должен быть запрещён. Гитлер, Муссолини и Мохаммед одно и то же, они порождали и порождают насилие. Достаточно просто запретить их»…Он (ислам — прим.) должен быть запрещён и перекалиброван по европейским стандартам: никакой проповеди на арабском языке тех, кто часто посещает места совершения культа.
«Антиисламские» протестующие проводят демонстрацию возле мечети в Торонто, призывая к запрету ислама. Некоторые плакаты, размещённые в социальных сетях во время акции протеста, содержали лозунги, такие как «Скажем нет исламу», «Запретите ислам», «Мусульмане — террористы» и «Меньше ислама приносит меньше террора. Нет ислама — нет террора».
Крайне правая партия, лидер которой призвал запретить ислам в Чешской Республике, набрала удивительно высокий процент голосов на выборах в стране в эти выходные. После обнародования результатов выборов лидер СДПГ Томио Окамура заявил журналистам: «Мы хотим остановить любую исламизацию Чешской Республики; мы выступаем за нулевую терпимость к миграции».
Трамп призвал к «полному и абсолютному» закрытию границ — до тех пор, пока американские власти «не выяснят» отношение мусульман к США.
Прошлой ночью Ukip столкнулся с новым смущением из-за взглядов своих кандидатов на местных выборах после того, как один предложил, чтобы Великобритания «запретила ислам и снесла все мечети». В серии сообщений на своей странице в Facebook Джеки Гарнетт, которая собирается стать советником Ukip в Олдхэме, предложила разрушить все мечети и обвинила мусульман в проведении «этнической чистки» против англичан.
Гэвин Макиннес — канадский писатель, подкастер и крайне правый политический обозреватель. Он неоднократно высказывал свою поддержку движению Альт—Райт и, в частности, Дональду Трампу. Предлагал запретить ислам, а также прославился и другими скандальными высказываниями.
Центральные члены партии Kristiansand Progress party утверждают, что гитлеровский «Майн кампф» и Коран — одно и то же и они хотят, чтобы ислам был запрещён в Норвегии. «Мы не единственные, кто требует этого запрета», — сказал газете Халвор Хулаас, председатель Krstiansand Frp. «Это мнение, устоявшееся в скандинавских странах. Пришло время Норвегии и Европе объявить идеологию ислама и его практику незаконными и наказуемыми так же, как нацизм», — сказал Уднес. «Пророк Мухаммед призывал их убивать всех неверных».
Расмус Палудан — датский адвокат и политик. Основатель и лидер ультраправой партии «Жёсткий курс». Известен многочисленными антиисламскими видео. Среди них «Твёрдый курс» (Stram Kurs) во главе с Расмусом Палуданом (Rasmus Paludan), намеревающийся «запретить ислам и депортировать всех мусульман за пределы Дании».
Сантьяго Абаскаль является лидером избирательной испанской партии VOX. «Мы выкинем любого, кто войдёт в наш дом без разрешения», — заявил Абаскаль на одном из митингов. Политик также обязался запретить ислам в Испании и намерен закрыть все мечети.
Предложение для парламентской резолюции о запрете мусульманской молитвы в общественных местах… Ислам не должен иметь влияния в обществе… Эпизод в Орхусе в пятницу, 24 апреля 2020 года, когда имам с громкоговорителем произносит послания ислама, распространяющиеся за пределы жилого района, показывает, что муниципальная администрация не имеет достаточных полномочий, чтобы обезопасить нас от проникновения ислама всё дальше и дальше в наше общество (Датский парламент).
Анна Братен, глава группы «Остановить исламизацию Норвегии», бросила на землю Коран во время демонстрации в городе Драммен на востоке Норвегии. Демонстрация была проведена с призывом запретить ислам в скандинавской стране.
Герт Вилдерс — нидерландский политик. Программа Вилдерса, занимающая всего одну страницу, начинается со слов «Вернём себе Нидерланды». Понимает под этим политик вот что: «Миллионы голландцев просто устали от исламизации нашей родины…» Следуют 11 пунктов преобразований. Среди них — полное закрытие границ, выход из Европейского союза, запрет исламских головных уборов в публичных местах, запрет на «исламские высказывания, нарушающие общественный порядок», превентивное задержание всех радикальных мусульман. В своём пятилетнем плане на 2017—2021 годы Партия свободы (Герта Вилдерса — прим.) обязуется обратить вспять «исламизацию» Нидерландов путём принятия таких мер, как закрытие мечетей и исламских школ, обеспечение безопасности границ, запрет Корана, закрытие центров для просителей убежища, запрет на въезд мусульманских мигрантов и запрет женщинам носить головные платки.
Глава ультраправой Партии свободы Австрии призвал в субботу к полному запрету «фашистского ислама». Хайнц Кристиан Штрахе сказал собравшимся в Зальцбурге, что хотел бы увидеть запрет на мусульманские символы, что-то вроде австрийского закона, запрещающего нацистские символы. И он предупредил, что ислам представляет собой экзистенциальную угрозу для Европы. «Давайте покончим с этой политикой исламизации», — сказал он. «Иначе нам, австрийцам, нам, европейцам, придет конец».
Ричард Йомсхоф— важная фигура в Шведских демократах. Он секретарь партии. Он говорил об исламе в телепрограмме «Швеция встречает» на шведском телевидении. Он сказал, что ему жаль людей, родившихся в мусульманских странах. «Я страдаю вместе с людьми, которые вынуждены рождаться в этих странах под влиянием ислама, который, на мой взгляд, является отвратительной идеологией и религией», — сказал Ричард Йомсхоф.
В субботу Матс Матсини Юнгквист, бывший местный политик от шведской Демократической партии в Бьюве (графство Сконе), планирует организовать демонстрацию на площади Стора Торг в Хальмстаде. Матс Юнгквист считает, что ислам противоречит шведской религиозной свободе, и поэтому хочет немедленно запретить эту религию. «Свобода вероисповедания, согласно нашей Конституции, „включает в себя свободу менять религию или убеждения“. Запретить ислам, я имею в виду мы должны, потому что ислам не устроен для демократического государства», — сказал политик.
Britain First, крайне правая политическая партия, проголосовала за запрет ислама в ответ на недавние теракты в Париже. На выходных группа провела национальную конференцию в Шеффилде, на которой они приняли политику запрета «религии ислама в Соединенном Королевстве» и связанных с ней практик.
Споры об образовании в Ирландской Республике — представитель оппозиционной Лейбористской партии по вопросам образования (впоследствии министр образования Руаири Куинн) ранее призывал к запрету хиджабов.

### В литературе
"Нет смысла строить рай на земле, поскольку у каждого мусульманина уже есть прекрасный мир, в котором есть всё, что нужно для жизни, и даже более того, что нужно... но чтобы попасть туда, нужно сначала умереть. Изменить такое положение вещей путём реформы, как этого хочет египетский генерал ас-Сиси, невозможно в принципе, поскольку это потребует тотального переписывания Корана и Сунны, а также законов шариата, что в любом случае приведёт к религиозному расколу и войне. Так что таким странам проще будет запретить ислам, нежели погрязать в коренной реформе и расколе ислама. В своё время в начале XX века Кемалю Ататюрку удалось фактически подавить ислам в Турции, так что я не вижу никаких преград для повторения этого опыта в любой стране с преимущественно мусульманским населением", — Илья Рабинович. "Человечество: путь прогресса".
Наиболее известные современные критики ислама: Роберт Спенсер, Билл Уорнер, Серж Трифкович, Даниэль Пайпс, Захария Бутрос, Бат Йеор, Геерт Вилдерс, Видиадхар Найпол, Бриджит Габриэль, Ориана Фаллачи, Том Танкредо, Ник Гриффин, Филипп де Вилье, Бернард Льюис, Патрисия Кроун, Елена Чудинова, Айаан Хирси Али и другие.

## Частичная реализация призыва запретить ислам

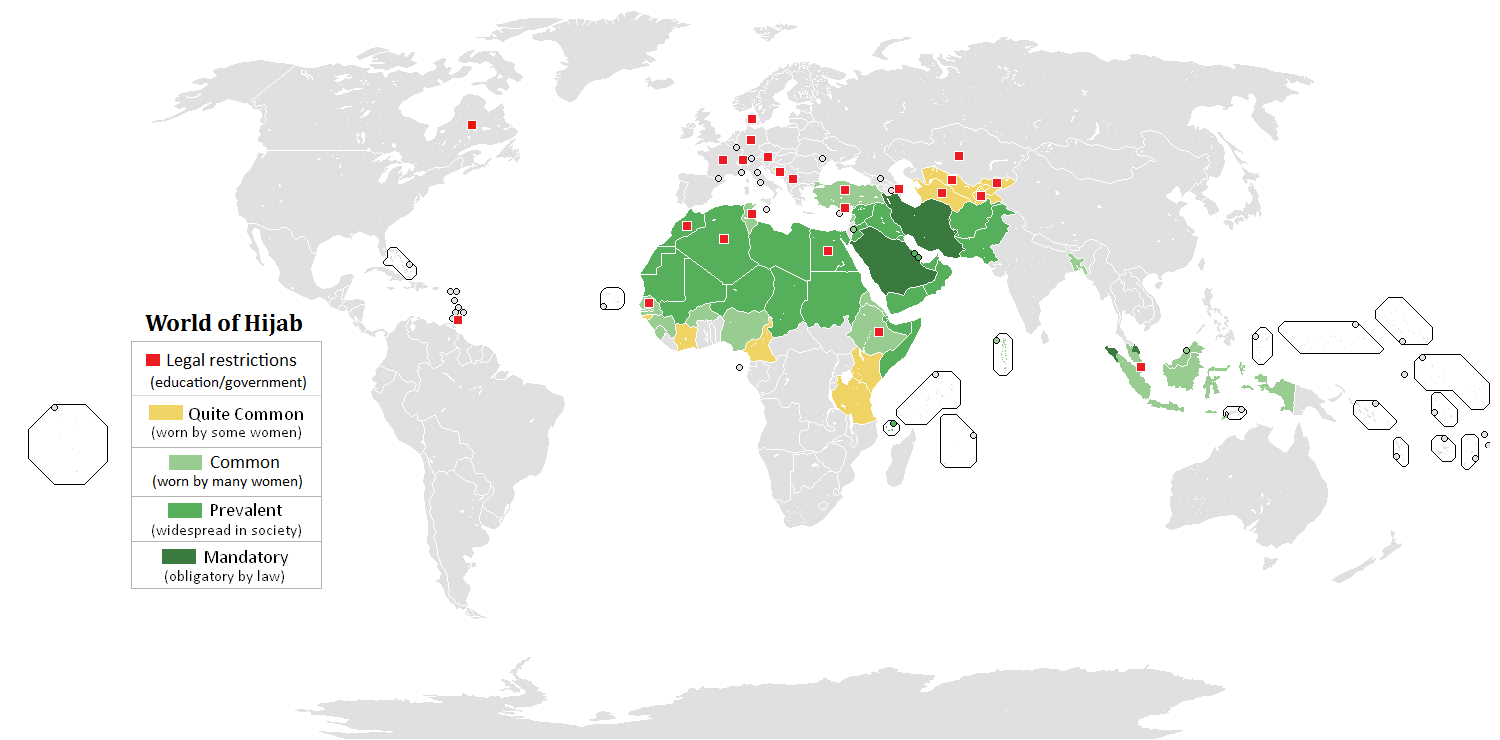
Карта, показывающая страны по распространённости хиджаба (оттенки зелёного), а также запрет на его ношение в образовательных и государственных учреждениях (красный)

Закон о запрете на сокрытие лица во Франции («Закон 2010—1192: Закон, запрещающий сокрытие лица в общественном месте») — является парламентским актом, принятым Сенатом Франции 14 сентября 2010 г., запрещающим ношение закрывающих лицо головных уборов в общественных местах, за исключением определенных обстоятельств. Запрет распространяется и на паранджу, закрывающую всё тело, если она закрывает лицо.
Закон о светскости государства (Квебек) (также известный как Закон 21), представляет собой закон провинции Квебек, принятый 16 июня 2019 года. Он предусматривает, что «Штат Квебек является светским государством». Он запрещает ношение религиозных символов некоторыми государственными служащими и подрядчиками, в том числе учителями в системе государственных школ и прокурорами, а также лицами, которые уже занимали свои должности на момент принятия Закона.
Хиджаб по странам — в настоящее время паранджу (не путать с хиджабом) запретили 16 государств, в том числе Тунис, Австрия, Дания, Франция, Бельгия, Таджикистан, Болгария, Камерун, Чад, Республика Конго, Габон, Нидерланды, Китай (в регионе Синьцзян), Марокко, Шри-Ланка и Швейцария.
Ислам в Анголе — 26 ноября 2013 года министр Культуры республики Ангола Роза Крус е Силва заявила, что в Анголе запретили ислам, однако это высказывание поставлено под сомнение.
Споры о хиджабе и парандже в Европе — запрет на ношение чадры в Албании постепенно вводился в прошлом с целью «европеизации» ислама, предполагая постоянные переговоры между религией и государством, в которых албанские политические власти и светские интеллектуалы хотели построить многоконфессиональную нацию. Босния и Герцеговина — адвокаты, прокуроры и другие работники судебных органов не могут носить хиджаб на работу. Кипр — в 2019 году партия ELAM (Кипр) представила законопроект, предусматривающий запрет на ношение всех мусульманских головных уборов в общественных местах, включая школы. Законодательный запрет на ношение исламской одежды, закрывающей лицо, был принят латвийским парламентом. В 2018 году парламент Люксембурга принял законный запрет на ношение покрытия для лица (см. также Закон против масок).
Индийский штат, управляемый индуистской националистической партией премьер-министра Нарендры Моди, в среду принял закон об упразднении всех исламских школ, заявив, что они дают некачественное образование. Министр образования штата Химанта Бисва Сарма сообщил местному собранию, что более 700 школ, известных как медресе, на северо-востоке Ассама будут закрыты к апрелю. «Нам нужно больше врачей, полицейских, бюрократов и учителей из мусульманского меньшинства, а не имамов для мечетей», — сказал г-н Сарма, восходящая звезда партии Моди Бхаратия Джаната.
Словакия приняла закон, который фактически запрещает исламу получать официальный статус религии. Правительство премьер-министра Роберта Фицо неоднократно заявляло, что исламу нет места в Словакии.
Запрет на строительство минаретов в Швейцарии — результат референдума о строительстве новых минаретов в Швейцарии, состоявшегося 29 ноября 2009 года. Против строительства новых минаретов высказалось 57,5 % принявших участие в голосовании граждан. Явка избирателей при этом составила 53 %.
В Иране с 1936 по 1979 годы ношение хиджаба было запрещено. В Турции ношение хиджаба запрещено в общественных местах и в зданиях суда, армии и полиции. В Сирии с 2010 года для всех посетителей вузов, за исключением учителей, действует запрет на головные уборы, закрывающие лицо. В Малайзии государственным служащим запрещено носить хиджаб. В наши дни в Туркменистане, Таджикистане, Киргизии, Узбекистане, Казахстане и Азербайджане действует запрет на ношение хиджаба в государственных и учебных учреждениях. В 2016 году во Франции было запрещено ношение буркини, накидки для плавания; позже запрет был частично снят. С 2011 года во Франции запрещено ношение хиджаба, полностью закрывающего лицо. Франция стала первой европейской страной, введшей такой запрет. В том же году подобный закон был принят в Бельгии, в 2018 году — в Дании. В 2017 году в Австрии был принят закон, запрещающий сокрытие лица, в том числе ограничивающий ношение никаба или бурки и использование медицинских масок. В феврале 2015 года Верховный Суд России признал законным запрет на демонстрацию религиозной атрибутики и ношение хиджаба в школах.

### В истории
На протяжении всей истории Эфиопии племенные войны вызывали напряженность между религиями. В 1800-х годах христианские императоры Теодрос и Йоханнис IV пытались запретить ислам, но это только помогло исламу стать голосом сопротивления их режимам.
Цяньлун (1711—1799) правитель империи Цин. Поскольку мусульмане часто выступали против маньчжуров, цинские императоры рядом мер ограничивали свободу их вероисповедания. Хунли запретил постройку новых мечетей и паломничество в Мекку.
В 1945 году все «исламские» правительственные организации были распущены по распоряжению Верховного командования союзных войск в Японии. Таким образом, японское исламоведение через 10 лет после возникновения прекратило своё существование. Единственным японским исламоведом, завоевавшим международную известность, был Идзуцу Тосихико.